# Kisseljow (Adelsgeschlecht)
Die Grafen Kisseljow (ukr. Кисельов, rus. Киселёв) (auch Kyselov oder Kisseleff) sind ein osteuropäisches Adelsgeschlecht, dessen Ursprünge bis zum Beginn des 12. Jahrhunderts zurückreicht.

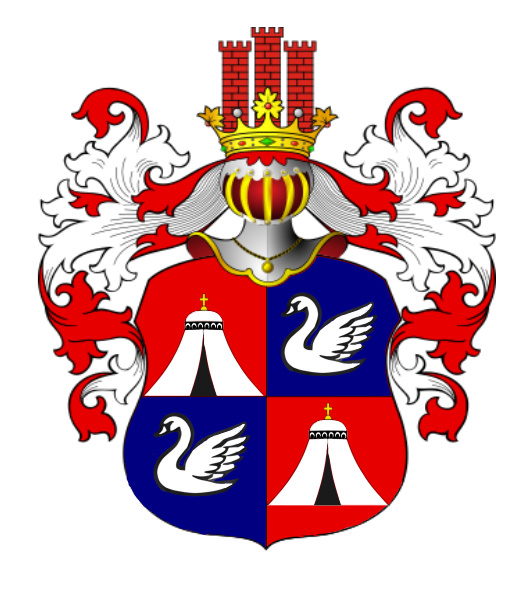
Neues Wappen der Grafen Kyselov

## Geschichte der Familie
Als Vorfahr der Familie gilt der polnische Aristokrat Sventoldy (Sventold) Kisel (skandinavischer Herkunft), ein Nachkomme des Kiewer Militärkommandanten Sveneld, der zu Beginn des 12. Jahrhunderts in die Dienste von Wladimir Monomach trat, dem damaligen Herrscher der Kiewer Rus. Eine Familienlegende erzählt uns von weiteren Ereignissen:
Kiew wurde lange Zeit von den Petschenegen (einem damals in Osteuropa lebenden Nomadenvolk) belagert. Die offiziellen Vorräte an Nahrungsmitteln und Wasser gingen zur Neige und die Soldaten verloren die Moral, weil sie glaubten, dass Gott ihnen nicht helfen würde. Dann befahl der Befehlshaber der Kiewer Truppen, Sventold Kisel, nachts heimlich zwei große Löcher auf dem Hauptplatz zu graben und mit Mehl, Wasser und Honig zu füllen. Das Ergebnis war eine sehr nahrhafte und kalorienreiche Mischung. Als die Menschen am Morgen auf den Platz kamen, sahen sie, dass „die Erde selbst ihnen Essen und Trinken gibt“ und wehrten mit erhöhter Moral die Angriffe der Petschenegen ab. Danach gestand Sventoldy dem Prinzen, dass es seine Idee war und dieses Getränk nach seinem Nachnamen „Kisel“ benannt wurde. Im Laufe der Zeit hat sich die Rezeptur des Getränks geändert und mittlerweile ist es in Osteuropa ein beliebtes Hausgetränk, das aus Beeren- und Fruchtsäften hergestellt wird, aber das Getränk bleibt das gleiche. Auch Sventolds Nachname hat sich geändert und klingt nun wie „Kyselov“.
Später wurde ein Mitglied der Familie, Adam Kisiel, ein angesehener Diplomat und Militärführer während des Ukrainischen Nationalen Befreiungskrieges.
Anfang des 19. Jahrhunderts erhielt der Adelige Pavel Kyselov den Grafentitel von Kaiser Nikolaus I. Später übergab er diesen Titel an seinen Neffen Olexij, der der zweite Graf Kyselov wurde. Olexij Kyselov war bekannt für seine Leidenschaft für Kunst und Literatur.
Der dritte Graf Kyselov, Alexander, kämpfte in seiner Jugend im Ersten Weltkrieg. Er war keine besonders bekannte Persönlichkeit, da seine Lebenszeit mit der Russischen Revolution und den frühen Jahren der Sowjetunion zusammenfiel, was ihn zwang, sich über lange Zeit versteckt zu halten. Im Jahr 1936 wurde Alexander Kyselov vom stalinistischen Regime unterdrückt. Für seine Frau Natalia bedeutete dies enormen Stress, weshalb sie ihr weiteres Leben damit verbrachte, ihre Herkunft sorgfältig zu verbergen. Infolgedessen wurden bestimmte Dokumente, wie etwa Pässe, verändert.

Nach dem Zerfall der Sowjetunion im Jahr 1991 wurde die Familie Kyselov in ihrer historischen Heimat – der Ukraine – unter der Führung des heutigen Familienoberhaupts Serhii, dem fünften Grafen Kyselov, einem bekannten Politikwissenschaftler und Professor, einem der Begründer der modernen ukrainischen Elitentheorie, ein direkter Nachfahre des zweiten Graf Kyselov, wiederbelebt.

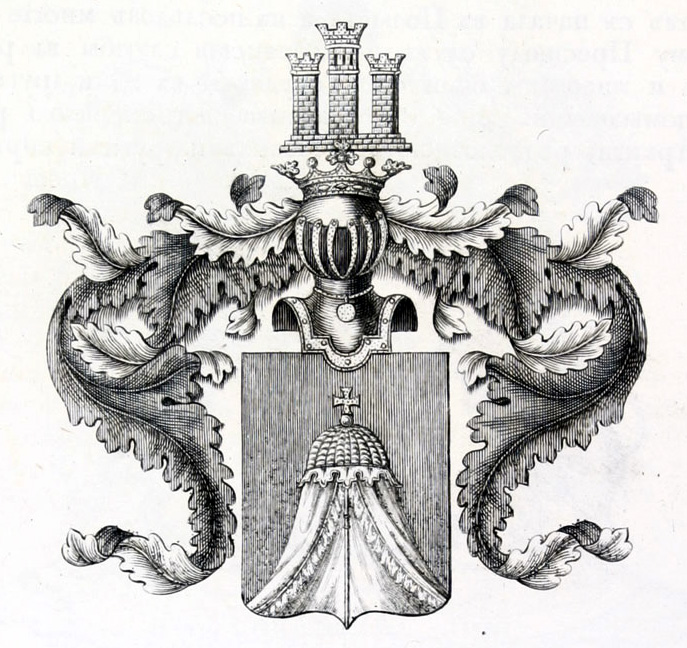
Altes Familienwappen

## Familienwappen
Historisch gesehen verwendete die Familie Kyselov das polnisch-litauische Wappen „Kisel“, doch Mitte des 20. Jahrhunderts, nach der Vereinigung mit der Familie Urbanovich-Pilecki, erhielt das Wappen ein neues Element, einen weißen geflügelten Schwan.

## Adelstitel
Derzeit trägt die Familie Kyselov vier Adelstitel, von denen drei durch Heiratsallianzen mit anderen aristokratischen Familien Osteuropas erworben wurden.
Der Titel Graf Kyselov wurde dem Adligen Pavel Kyselov im Jahr 1839 von Kaiser Nikolaus I. für seine außergewöhnlich erfolgreiche Verwaltung der Donaufürstentümer (Moldawien und Walachei) verliehen. Nach seinem Tod übergab Pawel Kyselov den Titel an seinen Neffen Olexij.
Der Titel des Adligen Urbanovich-Pilecki wurde Mitte des 20. Jahrhunderts durch die Heirat des Enkels des zweiten Grafen Kyselov mit einer Vertreterin einer alten polnisch-ukrainischen Familie erworben.
Der Titel des Adligen Schadrin wurde Ende des 19. Jahrhunderts durch die Ehe von Alexander, dem dritten Grafen Kyselov, mit Natalia Schadrina erlangt.
Der Titel des Adligen Gorbatov gehörte ursprünglich zur Familie Urbanovich-Pilecki und ging zusammen mit dem Haupttitel an die Familie Kyselov über. Historisch gesehen stammen die Gorbatovs von einer ukrainischen Familie preußischer Herkunft ab.

## Bekannte Namensträger
- Sveneld (Altnordische Sprache: Sveinaldr; 920–975)
- Adam Kisiel[15] (1580 oder 1600–1653), Diplomat aus der Zeit des Ukrainischen Nationalen Befreiungskrieges (1648–1657)[16]
- Pawel Dmitrijewitsch Kisseljow (1788–1872), Politiker und Militär